# Terremoto de Ferndale de 2022
El terremoto de Ferndale de 2022 fue un terremoto de magnitud 6,4 que sacudió Ferndale, California, en el condado de Humboldt, Estados Unidos, el 20 de diciembre de 2022 a las 02:34 hora local.

## Entorno tectónico
Gran parte del norte de California se encuentra cerca de los límites entre tres placas tectónicas, la placa del Pacífico, la placa de Gorda y la placa de América del Norte, que se encuentran en el cruce triple de Mendocino. La zona de fractura de Mendocino marca el límite de transformación entre las placas Gorda y Pacífica. Este límite tectónico ha sido la causa de muchos terremotos en la región, incluido el megaterremoto de Cascadia de 1700 y los terremotos de Cabo Mendocino de 1992, el último de los cuales midió 7,2.

## Terremoto
El terremoto midió 6,4 en la escala de magnitud de momento y tuvo una intensidad Mercalli máxima de VIII. Ocurrió exactamente un año después de que un terremoto de magnitud 6,2 azotara la costa en el área de Cabo Mendocino el 20 de diciembre de 2021, causando solo daños menores. Fue el resultado de fallas de rumbo a lo largo de un plano de rumbo sureste o suroeste. El Servicio Geológico de los Estados Unidos dijo que la profundidad, el mecanismo focal y la ubicación del terremoto sugieren una fuente probable dentro de la Placa de Gorda en subducción. A pesar de estar centrado en alta mar, la falla que desencadenó el terremoto viajó hacia la costa y se rompió hacia el noreste.

### Réplicas
Después del terremoto principal, se produjeron más de 250 réplicas de magnitud superior a 1,0, distribuidas a lo largo de 26 km. La réplica más grande del año tuvo una magnitud de 4,9 con una intensidad máxima de V. El 1 de enero de 2023, se produjo una réplica de magnitud 5,4 con una intensidad máxima de VII. Se reportaron ventanas rotas, grandes grietas en edificios y cortes de energía en el condado de Humboldt debido a esta réplica, y algunas casas sufrieron graves daños después de ser sacudidas desde sus cimientos. Un terremoto de magnitud 4,5 golpeó seis millas al oeste-suroeste de Ferndale el 21 de marzo y fue atribuido como una réplica por el Servicio Geológico de los Estados Unidos.

## Impacto

### Muertos
Dos personas murieron debido a "emergencias médicas" relacionadas con el terremoto y otras diecisiete resultaron heridas. En ambas muertes, de 72 y 83 años, los trabajadores de emergencia no pudieron atenderlos porque las ambulancias estaban respondiendo a otras áreas. Una de las muertes estuvo relacionada con un paro cardíaco.

### Daños
Los informes iniciales indicaron que varias casas sufrieron daños, numerosas fugas de gas y cortes de energía en Río Dell. Quince edificios se derrumbaron o sufrieron graves daños, incluido uno en un incendio provocado por los temblores. Alrededor de 100 personas fueron desplazadas debido a viviendas dañadas. Las vidrieras de las tiendas se hicieron añicos y las casas se derrumbaron desde sus cimientos. En Loleta, se derrumbaron ladrillos del antiguo edificio Humboldt Creamery. Algunas empresas en Fortuna y Ferndale sufrieron daños en las tiendas y los productos cayeron. Un total de hasta 150 viviendas resultaron dañadas o destruidas a causa del terremoto, la mayoría de ellas en Río Dell.
Pacific Gas and Electric estimó al principio que 50.000 personas estaban sin electricidad en el condado de Humboldt, un número que luego se revisó a 60.000. El Operador Independiente del Sistema de California declaró una emergencia de transmisión. Los teléfonos fueron alertados tan al sur como el Área de la Bahía de San Francisco. A las 04:25 hora local, PG&E revisó el total de clientes sin electricidad a 71.170. El Distrito 1 de Caltrans cerró Fernbridge sobre el río Eel en la ruta 211 del estado de California debido a cuatro grietas que podrían hacer que la carretera se deslizara. La Oficina de Servicios de Emergencia de California coordinó las respuestas de los gobiernos locales, Cal Fire, Caltrans, el Servicio Geológico de California y la Patrulla de Caminos de California. Cal Poly Humboldt estuvo cerrado para todos excepto para el personal esencial a partir de las 07:16.

## Respuesta
El terremoto activó ShakeAlert, el sistema de alerta temprana de terremotos del Servicio Geológico de los Estados Unidos para la costa oeste. Tres millones de personas en el norte de California y el sur de Oregón recibieron advertencias en sus teléfonos inteligentes. Los sensores en Fortuna detectaron el terremoto a las 02:34 y emitieron advertencias hasta la frontera entre California y Oregón, al sur de San José, más allá del condado de Shasta y hasta Medford, Oregón. La advertencia emitida fue la más extendida desde que el sistema se hizo público en 2019. La Administración Nacional Oceánica y Atmosférica no emitió una alerta de tsunami.